# Shan shui

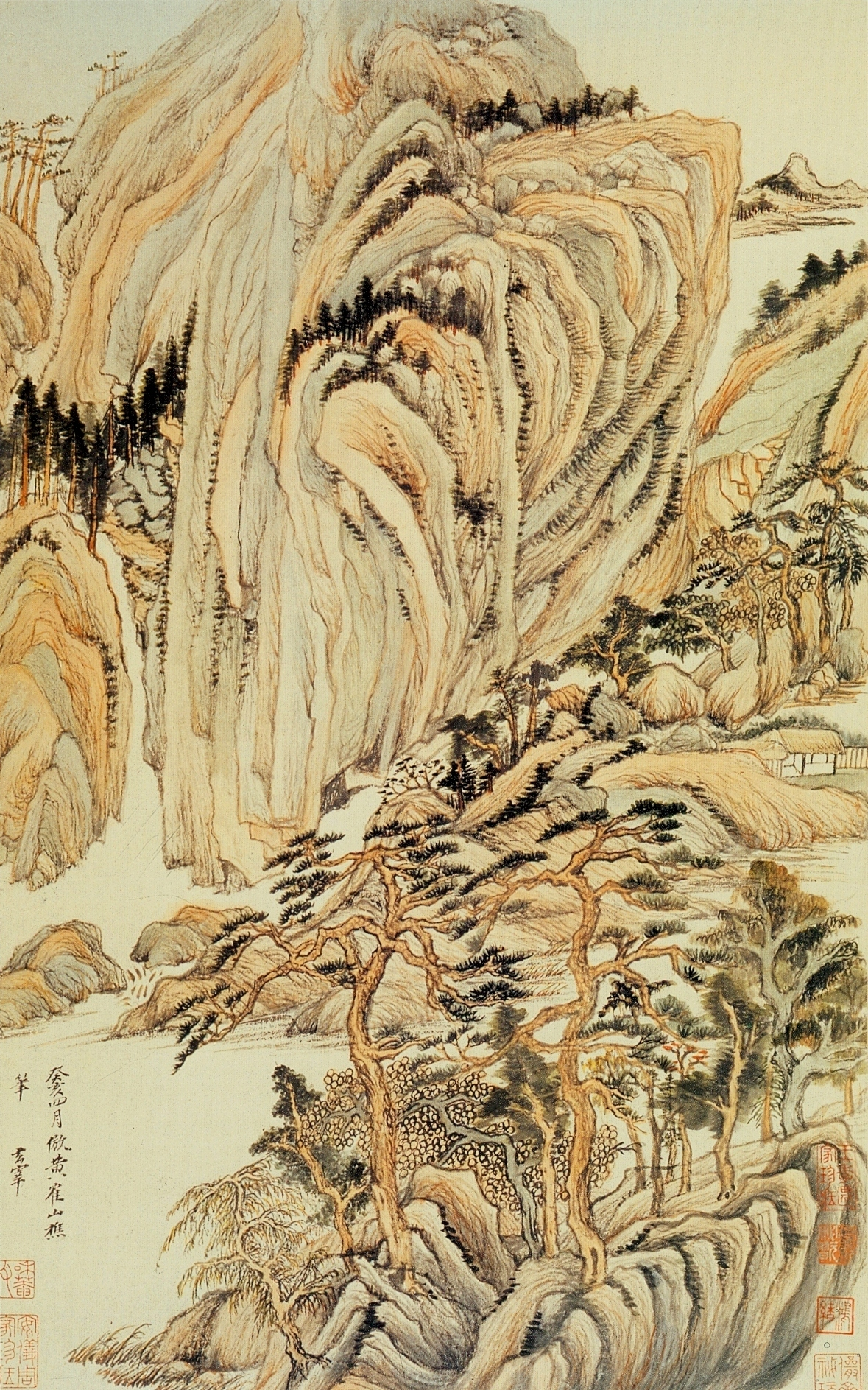
Landschap in de stijl van Wang Wei (tussen 1621 en 1624), albumblad met gewassen inkt en kleur op papier

Shan shui (vereenvoudigd Chinees: 山水; letterlijk 'bergen en wateren') is een traditioneel Chinees genre in de landschapsschilderkunst. De landschappen zijn uitgevoerd in gewassen inkt en eventueel gekleurde pigmenten. Bergen en rivieren staan centraal in het schilderij, met watervallen en bergpaden als veelgebruikte elementen.

## Geschiedenis

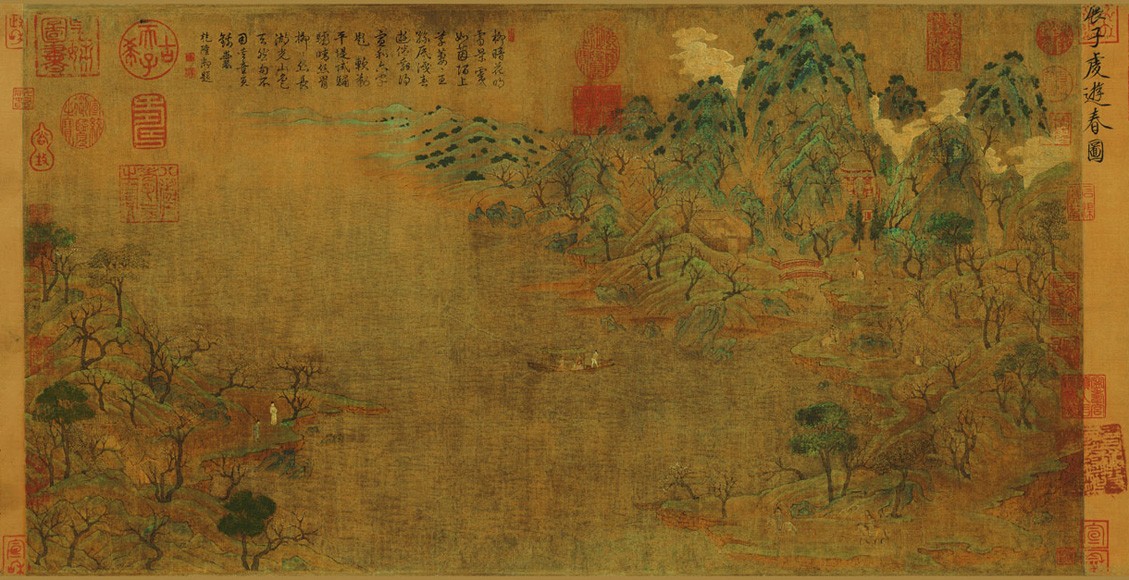
Uitstapje in de lente door Zhan Ziqian

De eerste landschapsschilderingen in China werden gebruikt als decor bij de voordracht van verhalen. Een van de vroegste voorbeelden van zo'n landschap was Nimf van de rivier de Luo, een niet meer bestaand werk van Gu Kaizhi (ca. 344–406). De eerste schilderijen in de shan shui-stijl dateren waarschijnlijk uit de regeringsperiode van de Liu Song-dynastie (420–479).
Het oudst bekende shan shui-schilderij dat nog bestaat is Uitstapje in de lente door Zhan Ziqian (ca. 550–604), een regeringsfunctionaris en hofschilder in de Sui-periode die tot de invloedrijkste landschapsschilders van zijn tijd wordt gerekend. Het werk is uitgevoerd in precieze penseelstreken en vertoont een naturalistisch perspectief dat zijn tijd ver vooruit was.

### Tang-dynastie (618–907)
|                                                            |  |                                         |
| Rivierboten en paleizen aan de kust (kopie) door Li Sixun, |  | De berg Kuanglu (ca. 900) door Jing Hao |

Tijdens de Tang-dynastie werd shan shui een populaire kunstvorm. Er ontstonden twee scholen, waar het merendeel van de landschapswerken uit deze periode toe behoorde. De hofschilder Li Sixun (653–718) en zijn zoon Li Zhaodao schilderden gedetailleerde en nauwkeurige landschappen in de stijl van vroege meesters als Gu Kaizhi en Zhan Ziqian. Ze gebruikten veel blauwe en groene minerale pigmenten, vaak aangevuld met wit en goud. Hun werken vormden de basis voor de blauwgroene landschapsstijl (青綠山水; pinyin: Qīnglǜ shānshuǐ), een prominent subgenre in shan shui.
De andere school is die van dichter en hofschilder Wang Wei (699–759). In navolging van Wu Daozi werkte hij met monochrome gewassen inkt. Voor zijn sneeuwlandschappen gebruikte hij de pomo-techniek (破墨, 'het inkt breken'), waarbij de inkt in brede penseelstreken op het werk wordt aangebracht. Nog steeds wordt deze techniek met Wang geassocieerd. Ook was Wang naar verluidt de eerste Chinese kunstschilder die kleur combineerde met gewassen inkt. In de Ming-periode noemde Dong Qichang de blauwgroene landschapsstijl het fundament voor de zogenoemde Noordelijke School van de hofschilders en de stijl van Wang voor die van de Zuidelijke School van onafhankelijke literati.
Toen de Tang-dynastie ten einde liep, werd het schilderen van shan shui door veel literati gebruikt om te ontsnappen aan de chaos aan het hof. Tegenover de betrekkelijkheid van menselijke regeringen vonden zij in de natuur troost in de duurzaamheid van bergen — de woonplaats van de onsterfelijken — en rivieren. Deze hang naar de natuur en het zoeken naar een evenwichtige balans waren belangrijk onderdelen in de leer van het taoïsme. Taoïstische motieven waren dan ook een terugkerend element in shan shui.
Een van deze landschapsschilders was Jing Hao (ca. 855–915). Hij bracht een groot deel van zijn leven in afzondering door in het Taihang-gebergte. In navolging van Wang schilderde hij monochrome landschappen in krachtige penseelstreken, waarbij hij de nadruk legde op de schoonheid van de ruige, hoog oprijzende bergen van Shaanxi. Zijn stijl legde de grondslag voor de noordelijke landschapsstijl, welke na de Tang-periode in ontwikkeling kwam.

### Vijf Dynastieën en Tien Koninkrijken (907-960)
|                                                             |  |                                                                            |
| Late bladeren tijdens de herfst in de bergen door Guan Tong |  | Het gebouw van het paradijs der onsterfelijken in de bergen door Dong Yuan |

De periodes van de Vijf Dynastieën en Tien Koninkrijken (907-960) en de Song-dynastie (960-1279) staan bekend als de 'Gouden eeuw van Chinese landschapsschilderkunst'. Na de val van de Tang-dynastie heerste er politieke verdeeldheid in China. Het gebied ten noorden van de Jangtsekiang werd voortdurend geteisterd door oorlogen en vijf heersershuizen volgden elkaar in snel tempo op. In dit gebied ontwikkelde de noordelijke landschapsstijl zich tot een van de belangrijkste stromingen van shan shui.
Jing Hao's leerling Guan Tong (10e eeuw) schilderde net als zijn leraar de hoog oprijzende bergen van Shaanxi in krachtige zwarte lijnen. Hij onderscheidde zich door simpelere lijnvoeringen, minder complexe composities en nieuw ontwikkelde technieken. Voor hoekige rotspartijen gebruikte Guan bijvoorbeeld abrupt afgebroken penseelstreken, die worden omschreven als 'gekliefd met een bijl' (Fu Pi Cun) en veelvuldig door latere meesters werd gekopieerd. Li Cheng (919–967) werd bekend om zijn landschapsschilderingen van de regio van Shandong. Aanvankelijk werkte hij in de stijl van Jing en Guan, maar later ontwikkelde hij een eigen stijl van atmosferische, weidse landschappen, uitgevoerd in sterk verdunde inktwassingen. De dunne inktfilm creëren een mistige atmosfeer, waarbij de in krachtige penseelstreken uitgevoerde bergcontouren scherp afsteken. Op de voorgrond schilderde Li gewoonlijk enkele planten of kromgegroeide bomen.
In de tien koninkrijken ten zuiden van de Jangtsekiang heersten stabiliteit en een economische bloei. Dit kwam tot uiting in de zogenoemde zuidelijke landschapsstijl, waarin vredige, vloeiende heuvels werden geschilderd in zacht aangezette penseelstreken. De belangrijkste vertegenwoordigers in deze periode was Dong Yuan (ca. 934–ca. 962). Zijn werken in gewassen inkt worden gekenmerkt door de nauwgezette rangschikking van stippen en lijnen, die van dichtbij lukraak lijken aangebracht.

### Noordelijke Song (960–1127)
|                                 |  |                                                                |
| Vroege lente (1072) door Guo Xi |  | Reizigers tussen de bergen en stromen (ca. 1000) door Fan Kuan |

Nadat de Song-dynastie in 960 China weer verenigde werd shan shui de belangrijkste kunstvorm aan het hof. De majestueuze landschappen in de noordelijke landschapsstijl werden aanzienlijk optimistischer van toon en straalden zowel macht als harmonieuze vrede uit. Een bekend voorbeeld is Vroege lente, geschilderd door de hofschilder Guo Xi (ca. 1020–ca. 1090). Het werk stelt een mistig berglandschap voor dat opbloeit na een koude winter, symbool voor de wederopbouw na de roerige regering van de Vijf Dynastieën. Guo combineerde gedetailleerde penseelstreken met een opeenstapeling van meerdere lichte inktwassingen voor het sluiereffect. Hij schilderde het werk in meerdere perspectieven, een techniek die hij 'de hoek van de totaliteit' noemde.
Li Cheng en Guo waren de grondleggers van de Li-Guo-school, die door de keizer werd bestempeld als de nationale landschapsstijl en prominente meesters kende als Fan Kuan (ca. 960–1030) en Xu Daoning (ca. 970–1052). Yan Wengui (967–1044) was een andere belangrijke vertegenwoordiger van de noordelijke landschapsstijl en stond bekend om zijn landschappen met gebouwen, schepen en andere vervoermiddelen. Juran (fl. ca. 960–985), de leerling van Dong Yuan, begon zijn carrière als hofschilder van de Zuidelijke Tang en werkte vervolgens aan het hof van de Song. Zijn verticale landschappen met torenhoge bergen vormden een bron van inspiratie voor veel latere landschapsschilders.

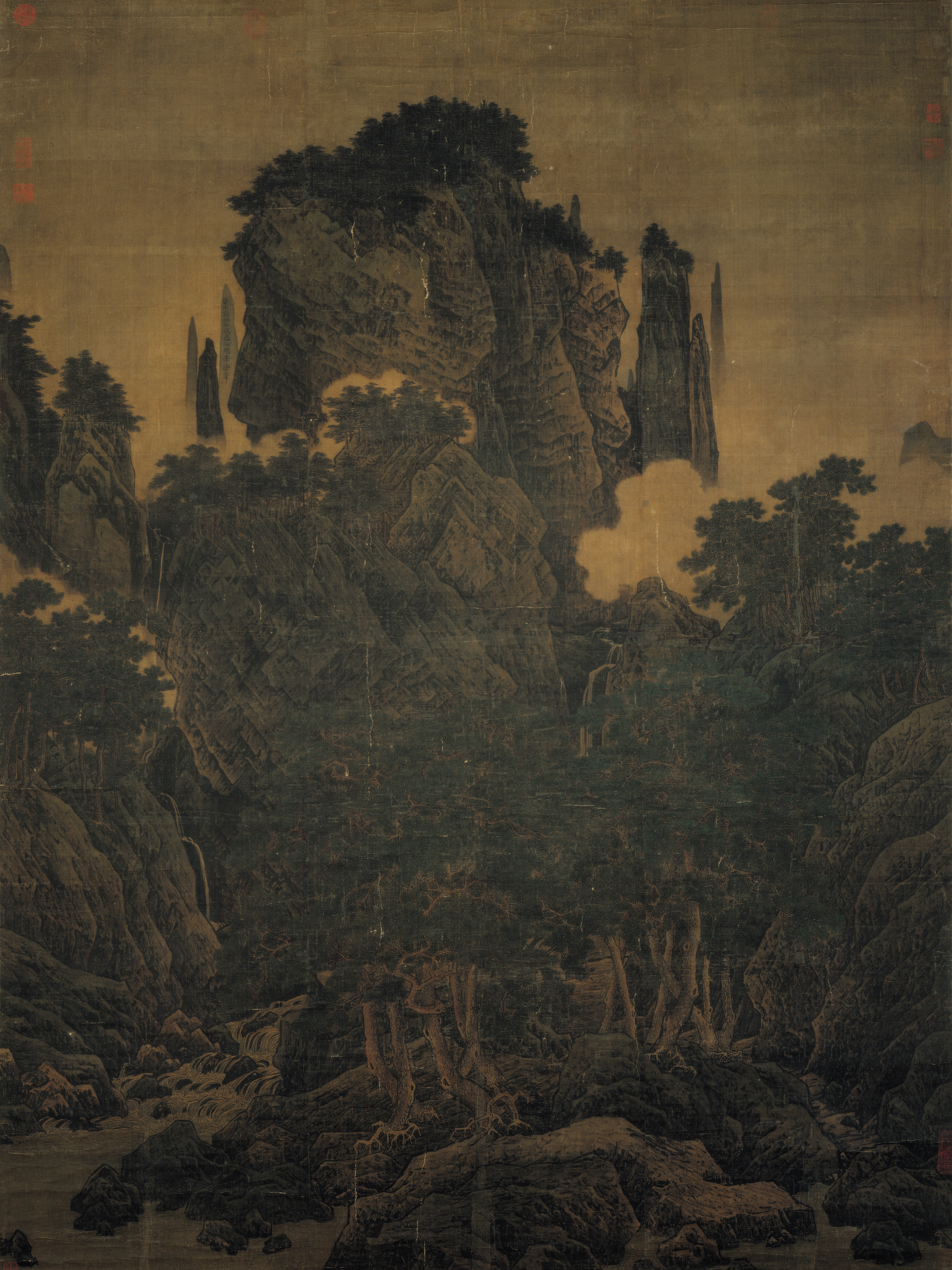
De wind door de dennen in ontelbare valleien (1124) door Li Tang

In de 11e eeuw maakte de landschapsschilderkunst een volgende belangrijke ontwikkeling door. De dichter en schilder Su Shi (1036–1101) promootte het idee dat het doel van de schilderkunst de expressie diende te zijn, geen natuurgetrouwe afbeelding van de werkelijkheid. Een landschapsschildering diende de kijker niet het gevoel te geven dat hij daadwerkelijk in de natuur wandelt, maar hem inzicht te geven in de ideeën en gemoedstoestand van de maker. Dit gedachtegoed werd een van de fundamentele principes van de literati-schilderkunst. Het veroorzaakte een groeiende kloof tussen de expressieve Zuidelijke School en de precieze kunst van de hofschilders.
Song Huizong, de laatste keizer van de Noordelijke Song, gaf zijn hofschilders de opdracht om objecten zo natuurgetrouw, gedetailleerd en vaardig mogelijk af te beelden. Een bekend voorbeeld is Duizend li van rivieren en bergen (千里江山) uit 1113, een elf meter lange handrol van Wang Ximeng (1096–1119) in de blauwgroene landschapsstijl. Het wordt door kunsthistorici beschouwd als een van de belangrijkste werken in de Chinese kunst. Ook de werken van de hofschilder Zhang Zeduan (1085–1145) werden zeer gedetailleerd uitgevoerd en weerspiegelt de hovelijke kunst van de Noordelijke Song. Een hofschilder van Huizong die voortborduurde op de noordelijke landschapsstijl was Li Tang (ca. 1050–1130). Zijn monumentale berglandschap De wind door de dennen in ontelbare valleien is het enige werk van hem dat bewaard is gebleven. Het werk toont hoe Li de "bijlklief"-techniek van Guan Tong heeft geperfectioneerd, waarbij het lijkt alsof de rotsen en bergen met bijlslagen zijn uitgehouwen. Het precieze effect dat hiermee werd bereikt werd een belangrijk kenmerk van de naturalistische schilderstijl van de Zuidelijke Song.

### Zuidelijke Song (1127–1279)
Na de inval van de Jurchen viel het noorden van China in 1127 in handen van de Jin-dynastie (1115–1234). Song Huizong werd gevangengenomen en Li Tang verhuisde met de keizerlijk hofhouding naar Qiantang (nu Hangzhou). De eerste keizers van de Zuidelijke Song, Gaozong en Xiaozong, trachtten hun noodzakelijke machtsovername te rechtvaardigen door hofschilders aan te moedigen tot het vervaardigen van kunstwerken die de oude klassieken en traditionele deugden illustreren. Naar verluidt brachten zij lange propagandistische inscripties aan op de werken van Li.
|                                              |  |                                                                   |
| Wilgen en boten op het Westmeer door Xia Gui |  | Dansende en zingende boeren keren terug van hun werk door Ma Yuan |

Li's asymmetrische berglandschappen vormden een link tussen de noordelijke landschapsstijl en de academische stijl van de Zuidelijke Song. De hofschilder Liu Songnian (1174–1224) verfijnde de technieken van Li en vervaardigde gedetailleerde shan shui-landschappen, waarin klein afgebeelde personen in duidelijke harmonie met de natuur staan. Zijn schilderkunst vond navolging bij Ma Yuan (ca. 1160–1225) en Xia Gui (ca. 1180–1224), die samen met Li en Liu worden gerekend tot de Vier Meesters van de Zuidelijke Song.
Ma onderscheidde zich met zijn landschappen waarvan het zwaartepunt in één hoek van het beeldvlak bevindt. Xia werkte één zijde gedetailleerd uit en liet de rest van het doek grotendeels leeg. Om overmatige precisie te vermijden gebruikte hij penselen met een versleten punt. De twee hofschilders waren de grondleggers van de Ma-Xia-school, een van de invloedrijkste stromingen in de Song-periode. Haar landschappen weerspiegelden de neo-confucianistische filosofie van het opbouwen van de maatschappij vanaf de basis. Op de voorgrond waren gedetailleerde, intieme taferelen te zien die in scherpe, geprononceerde penseelstreken waren aangebracht. Zij contrasteerden scherp met de in nevels gehulde bergpartijen op de achtergrond. Net als op de werken van Guo Xi en Fan Kuan lijken de massieve bergtoppen in een eindeloze ruimte te verdwijnen. Deze onbereikbare grootsheid leert dat mensen slechts kleine vlekjes zijn vergeleken bij de weidse kosmos, een belangrijk element in het taoïsme.

### Yuan-dynastie (1279–1368)
|                                         |  |                            |
| Nevel in mistige bergen door Gao Kegong |  | Zes edellieden door Ni Zan |

Nadat de Mongoolse Yuan-dynastie China had veroverd, werd het Chinees examenstelsel tot 1315 ontbonden. Veel literati werden van hun post ontheven of in hun werkzaamheden beknot. Hun schilderkunst was niet langer aan traditionele conventies of de voorkeur van de keizer gebonden. De perfectionistische Noordelijke School boette in aan populariteit en maakte plaats voor expressieve en innovatieve landschapsschilderingen. Veel literati grepen terug naar het werk van meesters van vóór de Song-dynastie. Gao Kegong (1248–1310) verwerkte bijvoorbeeld artistieke invloeden van Han-Chinezen en andere Chinese minderheden in zijn mistige berglandschappen in de stijl van Dong Yuan. Zijn vriend Zhao Mengfu (1254–1322) schilderde in de ruwe stijl van de Tang-periode. Hij gebruikte opzettelijk vereenvoudigde kleuren en composities en gaf vorm en schaal op een schematische, haast naïeve wijze weer. Talrijke hoogteverschillen in het middenstuk gaven zijn landschappen extra diepte.
Twee andere invloedrijke kunstschilders aan het begin van de Yuan-periode waren Huang Gongwang (1269–1354) en Wu Zhen (1280–1354), de oudsten van de Vier Meesters van de Yuan-dynastie. Beiden borduurden voort op de zuidelijke landschapsstijl en vervaardigden abstracte, bijna impressionistische landschappen. Huangs techniek van zeer droge penseelstreken met lichte inktwassingen had een belangrijke invloed op veel latere landschapsschilders. Kunsthistoricus James Cahill beschreef hem als de kunstenaar die "de grootste invloed had op de toekomst van de landschapsschilderkunst".
De twee jongere Meesters van de Yuan-dynastie, Ni Zan (1301–1374) en Wang Meng (1308–1385) hadden respect voor de traditionele schilderwijze van Huang en Wu, maar onderscheidden zich door hun vernieuwende stijl. Wang Meng onderscheidde zich van zijn tijdgenoten door zijn gebruik van stroperige, grillig gevormde penseelstreken, die samen een dicht en complex patroon vormen. Deze stijl week sterk af van die van zijn vriend Ni Zan, die weinig inkt gebruikte voor zijn minimalistische landschappen. Typisch voor zijn werken zijn de grote waterpartijen, waarbij bomen op de voorgrond scherp afsteken. Ni negeerde tal van traditionele conventies en gebruikte zijn kunst vooral als een manier om zichzelf te uiten. De nieuwe inkttechnieken van Wang en Ni werden door veel latere meesters gekopieerd en doorontwikkeld. Traditionele esthetische normen kregen daarbij steeds meer een ondergeschikte rol.

### Ming-dynastie (1368–1644)
|                                                     |  |                                |
| Het dichte groen bedekt de Lentebergen door Dai Jin |  | Verheven Lushan door Shen Zhou |

Nadat de Chinese overheersing werd hersteld onder de Ming-dynastie, kwam er na ruim negentig jaar een heropleving van de Zuidelijke School. Hofschilders schilderden nauwgezet in de stijl van de Song-periode. Dai Jin (1388-1462) was een voortrekker in de heropleving van de Ma-Xia-school, maar hanteerde vrijere normen dan de strenge richtlijnen van het Chinees examenstelsel. Zijn sferische berglandschappen in een eenvoudige, maar weelderige penseelvoering legden de basis voor de Zhe-school. Het was twee eeuwen lang de belangrijkste stroming binnen de Noordelijke School.
De Wu-school in het welvarende Suzhou – door kunsthistorici de tegenpool van de Zhe-school genoemd – was tot de jaren '20 van de 17e eeuw de dominante schilderstijl in de Ming-periode. Tot deze stroming behoorden onafhankelijke literati die vooral voor zichzelf en bevriende kunstenaars werkten. Zij stelden een contemplatieve levenswijze, liefde voor de natuur en zelfexpressie centraal in hun schilderkunst. Shen Zhou (1427-1509) en zijn leerling Wen Zhengming (1470-1559) worden gezien als de grondleggers van deze stroming. Shens landschappen in de Yuan-traditie inspireerden tal van kunstenaars, waaronder Lan Ying (1585–1664), een van de laatste vertegenwoordigers van de Zhe-school. Wen vertoonde een voorliefde voor de blauwgroene landschapsstijl uit de Tang-periode. Hij zag kunst en de natuur als onafscheidelijke zaken en veel van zijn werken waren door de natuur geïnspireerd.
Een andere voorvechter van de belangeloze literati-schilderkunst was de schilder en kalligraaf Dong Qichang (1555-1636). Ook hij bestudeerde de voorbeelden van oude meesters en probeerde de beste elementen in zijn eigen werk te gebruiken. Typisch voor Dongs werken zijn de grimmige vormen, abnormale perspectieven en een luchtige en ogenschijnlijk nonchalante penseelvoering. Dong vermeed alle vormen van basale schoonheid, maar schilderde in de subtiele elegantie die zo kenmerkend is voor de Wu-school. Zijn theorieën over de Chinese schilderkunst hadden een grote invloed op de ontwikkeling van shan shui. Dong was degene die het onderscheid maakte tussen de perfectionistische Noordelijke School en de expressieve Zuidelijke School, waarvan hijzelf naar eigen zeggen de belangrijkste vertegenwoordiger was. Dong noemde de landschappen van de Zuidelijke Schoolde de literati-schilderkunst (文人画; pinyin: wénrén huà). Deze stijl bleef tot het einde van de Qing-dynastie de orthodoxe schilderstijl in China.

### Qing-dynastie (1644–1912)
|                                                               |  |                                                            |
| Reizigers in de bergen tijdens de herfst (1679) door Wang Hui |  | Bergwoning op een zomerdag naar Wang Meng door Wang Yuanqi |

Met het aan de macht komen van de Qing-dynastie werd het Chinese rijk tweemaal zo groot. Aan het hof legden de conservatieve schilders van de Noordelijke School zich toe op werken die de keizers gunstig stemden. Giuseppe Castiglione (1688–1768) en andere buitenlandse missionarissen introduceerden nieuwe elementen als clair-obscur in de traditionele schilderkunst. Deze nieuwigheden vonden weinig bijval bij kunstschilders buiten het keizerlijk hof. Schilders in de Zuidelijke School vonden dat ze afbreuk deden aan de vitaliteit van een schilderij.
De literati-schilderkunst werd onder andere in stand gehouden door de Vier Wangs. De eerste van hen, Wang Shimin (1592–1680), leerde de shan Shui-schilderkunst van Dong Qichang. Hij schilderde in navolging van Dong in de weidse, ontspannen stijl van Huang Gongwang. Ook Wang Jian (1598–1677), die slechts kort in de leer was bij Dong, was een landschapsschilder in de Yuan-traditie. Zijn precieze en kleurrijke stijl vertonen de invloeden van onder andere Dong Yuan en Wang Meng. Wang Shimin en Wang Jian behoorden tot de 'Negen Vrienden van de Schilderkunst'. In een periode waarin de Wu-school zijn invloed aan het verliezen was, had de benadering van deze negen schilders een grote invloed op de Chinese schilderkunst.
De overige twee Wangs, Wang Hui (1632–1717) en Wang Yuanqi (1642–1715), worden beschouwd als de kundigste en origineelste landschapsschilders van de vier. Zij bestudeerden en volgden nauwgezet de Song- en Yuan-meesters en stonden bekend om hun originele en kunstige landschappen. Wang Hui onderscheidde zich door zijn ritmische penseelstreken, die gezamenlijk een gedetailleerde en complexe eenheid creëerden. Wang Yuanqi, de kleinzoon en leerling van Wang Shimin, schilderde landschappen in droge penseelstreken. Hij volgde de stijlen van een verscheidenheid aan meesters, van Wang Meng tot Ni Zan.

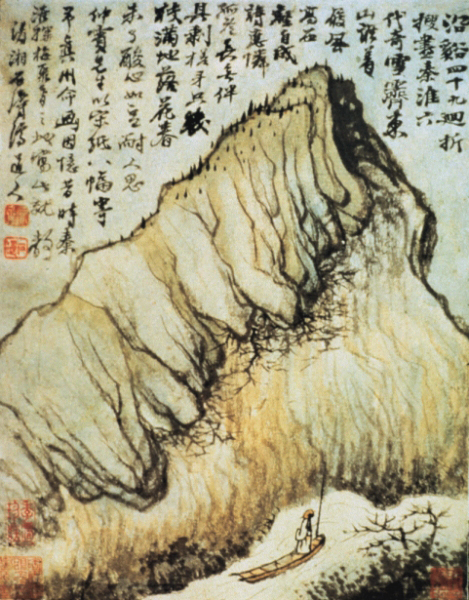
Herinneringen van Qin-Huai door Shitao

Niet alle landschapsschilders uit de Qing-periode waren zo conservatief als de Vier Wangs. Veel Ming-loyalisten werden zwervers, monniken of kluizenaars en ontwikkelden individuele schilderstijlen. Een toonaangevende groep waren de Vier Monniken: Hong Ren (1610–1664), Kun Can (1612–1673), Bada Shanren (1626–1705) en Shitao (1642–1707). Zij stonden bekend om hun abstracte, monochrome landschappen in een persoonlijke, expressieve, niet aan conventies gebonden stijl. Ze weerspiegelen de frustratie, verwarring en gevoelens van verlies die zij ervoeren na de val van de Ming-dynastie. Vergelijkbare stromingen waren de minimalistische Anhui-school en de Jinling-school.
De kunst van de progressieve schilders werd in de tweede helft van de 19e eeuw doorontwikkeld in de Shanghai-school. Schilders als Wu Changshuo (1844–1927) en Ren Bonian (1840–1896) borduurden voort op de expressieve landschappen en gebruikten een nog grotere overdrijving in vormen en kleuren. Aan het eind van de eeuw maakten kunstenaars studiereizen in Europa en Japan en mengden westerse technieken met traditionele stijlen. Zo werd de basis gelegd voor de Lingnan-school, een van de invloedrijkste stromingen van die tijd.

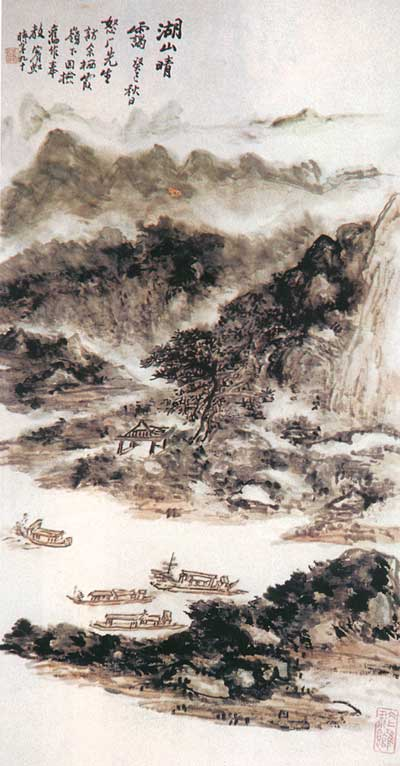
Zonnige heuvels door Huang Binhong

### Moderne tijd (vanaf 1912)
Een belangrijke kunstschilder in het begin van de 20e eeuw was Qi Baishi (1864–1957). Zijn grillige, nonchalante schilderstijl was zichtbaar beïnvloedt door de Ming-kunstenaar Xu Wei (1521–1593) en de chàn-monnik Bada Shanren. Volgens Qi moest een schilderij "het midden houden tussen gelijken en niet-gelijken". Ook Huang Binhong (1865–1955) greep terug naar het verleden en schilderde voornamelijk landschappen in de ongedwongen literati-stijl van vroege meesters als Dong Qichang en de Vier Meesters van Anhui. Hij promootte het idee om "de toekomst te beginnen door het verleden te bestuderen". Ondanks zijn hang naar de oude tradities vertonen veel van Huangs werken westerse stijlen als het impressionisme en modernisme.
In de jaren 20 nam de westerse invloed toe nadat jonge kunstschilders studiereizen hadden gemaakt naar Parijs en Duitsland. Een van hen was Fu Baoshi (1904–1965). Volgens hem was de Chinese schilderkunst te veel vastgeroest in de monochrome, kalligrafische penseelvoering. Hij creëerde een spontane kleurrijke schildersstijl met unieke composities en nieuwe inkttechnieken, zoals geaccentueerde penseelstreken en inktspatten. Ondanks zijn moderne innovaties behielden Fu's landschappen de elegante, poëtische stijl die shan shui eigen is. Zijn latere werken zijn echter grauwer en laten hoogspanningslijnen en luchthavens zien.